# Iris Pessey
Pour les articles homonymes, voir Pessey.
Iris Pessey, née le 5 juin 1992, est une fondeuse et une coureuse de fond française spécialisée en skyrunning. Elle a remporté la médaille de bronze du relais 3 x 5 km à l'Universiade d'hiver de 2015 ainsi que du kilomètre vertical aux championnats du monde de skyrunning 2020.

## Biographie
Iris Pessey grandit dans une famille sportive, passionnée de parachutisme. Contrairement à son frère Oscar qui poursuit dans ce sport, Iris se lance dans le ski de fond,.
Le 2 février 2014, elle remporte son premier succès sur une épreuve de ski marathon en s'imposant à la Marche Grand-Paradis sans concurrence, sa rivale désignée Elisa Brocard ayant opté pour l'épreuve courte au dernier moment. Elle découvre la discipline du kilomètre vertical durant ses entraînements estivaux. Elle termine notamment deuxième à Manigod derrière la spécialiste de la discipline, Christel Dewalle.
En janvier 2015, elle participe à l'Universiade d'hiver à Štrbské Pleso. Elle s'illustre sur l'épreuve du relais 3 x 5 km avec Julia Devaux et Marion Buillet en décrochant la médaille de bronze, la première de la délégation française.
Durant l'été 2019, elle démontre son talent pour la discipline du kilomètre vertical. Le 16 juin, elle parvient à décrocher la médaille d'argent aux championnats de France de kilomètre vertical à Vallouise entre les spécialistes Christel Dewalle et Jessica Pardin. La semaine suivante, elle s'élance sur la première édition de l'AMA VK2, un double kilomètre vertical sur les pentes du mont Rose. Elle s'impose en 2 h 5 min 36 s, battant de justesse l'Italienne Corinna Ghirardi. Le 25 août, après plusieurs podiums les années précédentes, elle parvient à remporter la victoire de la Kangaroo Hoppet en battant la favorite locale Aimee Watson.
En avril 2021, elle remporte le Fossavatn Ski Marathon de 50 kilomètres, deux jours après avoir remporté l'épreuve courte de 25 kilomètres. Le 9 juillet, elle s'élance sur l'épreuve du kilomètre vertical des championnats du monde de skyrunning à La Vall de Boí. Laissant partir les favorites Marcela Vašínová et Oihana Kortazar en tête, elle effectue une solide course et s'offre la médaille de bronze.
En 2019 et 2023, elle remporte l'Arctic Circle Race, une course de ski de fond de 160 km.

## Palmarès en ski de fond

### Universiade d'hiver
| Épreuve / Édition              | 5 km | 15 km | 3 × 5 km | Sprint par équipes mixtes |
| Universiade 2015 Štrbské Pleso | 29e  | 6e    | Bronze   | 16e                       |

Légende :
- : pas d'épreuve
- — : Non disputée par Iris Pessey

### Marathon
- 3e Transjurassienne 2013
- 1re Marche Grand-Paradis 2014
- 3e Kangaroo Hoppet 2017
- 2e Kangaroo Hoppet 2018
- 1re Kangaroo Hoppet 2019
- 2e Dolomitenlauf 2020
- 1re Fossavatn Ski Marathon 2021

## Palmarès en skyrunning
| no  | féminin            | Course                                                   | Longueur | Départ            | Temps           |
| --- | ------------------ | -------------------------------------------------------- | -------- | ----------------- | --------------- |
| 56e | Médaille d'argent  | Kilomètre vertical de Manigod                            | 3,24 km  | 23 juillet 2014   | 47 min 20 s     |
| 56e | Médaille d'argent  | Kilomètre vertical de Manigod                            | 3,34 km  | 19 août 2015      | 46 min 2 s      |
| 16e | Médaille d'or      | Vertical-Race du Lac d'Annecy                            | 4 km     | 25 mai 2018       | 42 min 30 s     |
| 44e | Médaille d'or      | Short-Race du Lac d'Annecy                               | 16 km    | 27 mai 2018       | 1 h 46 min 8 s  |
| 34e | Médaille de bronze | Kilomètre vertical du Mont-Blanc                         | 3,8 km   | 29 juin 2018      | 44 min 51 s     |
| 49e | Médaille de bronze | Short-Race du Lac d'Annecy                               | 16 km    | 24 mai 2019       | 1 h 37 min 7 s  |
| 10e | Médaille d'or      | AMA VK2                                                  | 11 km    | 22 juin 2019      | 2 h 5 min 36 s  |
| 19e | Médaille d'argent  | Kilomètre vertical du Mont-Blanc                         | 3,8 km   | 28 juin 2019      | 42 min 57 s     |
| 13e | Médaille de bronze | Pierra Menta été                                         | 70 km    | 5-7 juillet 2019  | 10 h 37 min 7 s |
| 40e | Médaille de bronze | SkyRace des Matheysins                                   | 25 km    | 18 octobre 2020   | 2 h 57 min 58 s |
| 20e | Médaille de bronze | AMA VK2                                                  | 11 km    | 19 juin 2021      | 2 h 8 min 17 s  |
| 38e | Médaille de bronze | Kilomètre vertical du Mont-Blanc                         | 3,8 km   | 25 juin 2021      | 46 min 39 s     |
| 28e | Médaille de bronze | Championnats du monde de skyrunning - Kilomètre vertical | 2,8 km   | 9 juillet 2021    | 44 min 26 s     |
| 51e | Médaille d'argent  | SkyRace Comapedrosa                                      | 24 km    | 25 juillet 2021   | 3 h 43 min 11 s |
| 11e | Médaille d'or      | Kilomètre vertical de Manigod                            | 2,9 km   | 28 juillet 2021   | 43 min 49 s     |
| 21e | Médaille de bronze | Matterhorn Ultraks Extreme                               | 25 km    | 20 août 2021      | 4 h 27 min 23 s |
| 15e | Médaille d'argent  | Matterhorn Ultraks Vertical                              | 2,3 km   | 20 août 2021      | 24 min 57 s     |
| 64e | Médaille d'argent  | SkyRace des Matheysins                                   | 25 km    | 8 mai 2022        | 3 h 2 min 6 s   |
| 32e | Médaille de bronze | Hochkönig SkyRace                                        | 32 km    | 4 juin 2022       | 4 h 27 min 44 s |
| 43e | Médaille de bronze | SkyRace Comapedrosa                                      | 24 km    | 31 juillet 2022   | 3 h 52 min 58 s |
| 24e | Médaille d'argent  | Matterhorn Ultraks Extreme                               | 22 km    | 19 août 2022      | 3 h 8 min 58 s  |
| 28e | Médaille d'argent  | Matterhorn Ultraks Vertinight                            | 6,3 km   | 19 août 2022      | 58 min 8 s      |
| 24e | Médaille d'or      | Calamorro Skyrace                                        | 27 km    | 29 avril 2023     | 3 h 21 min 17 s |
| 19e | Médaille d'or      | Hochkönig SkyRace                                        | 34 km    | 3 juin 2023       | 4 h 23 min 54 s |
| 2e  | Médaille d'argent  | AMA VK2                                                  | 9 km     | 17 juin 2023      | 2 h 8 min 18 s  |
| 37e | Médaille d'argent  | Gorbeia Suzien                                           | 31 km    | 23 septembre 2023 | 3 h 35 min 49 s |
| 26e | Médaille d'argent  | Hochkönig SkyRace                                        | 31,6 km  | 1er juin 2024     | 4 h 14 min 50 s |
| 30e | Médaille de bronze | Monte Rosa SkyMarathon                                   | 35 km    | 16 juin 2024      | 7 h 16 min 42 s |
| 27e | Médaille d'or      | MCC                                                      | 40 km    | 26 août 2024      | 4 h 12 min 41 s |
| 4e  | Médaille d'argent  | Kailas Penang Skyrace                                    | 42 km    | 2 novembre 2024   | 5 h 25 min 6 s  |
| 10e | Médaille de bronze | Sagalassos SkyRace                                       | 27,4 km  | 9 novembre 2024   | 3 h 53 min 33 s |
| 8e  | Médaille d'or      | Kailas Penang Skyrace                                    | 30 km    | 26 avril 2025     | 4 h 48 min 3 s  |
| 21e | Médaille d'argent  | Ueda Skyrace                                             | 26 km    | 4 mai 2025        | 4 h 41 min 20 s |

## Records
| Épreuve      | Performance    | Date          | Lieu    |
| ------------ | -------------- | ------------- | ------- |
| 1 500 mètres | 4 min 58 s 40  | 10 juin 2020  | Genève  |
| 5 000 mètres | 18 min 26 s 05 | 1er juin 2019 | Ambilly |